# 南国インターチェンジ
南国インターチェンジ（なんこくインターチェンジ）は高知県南国市にある高知自動車道のインターチェンジ。南国市街のほか室戸･香南市・安芸市・高知空港などの最寄りインターチェンジである。
西日本高速道路四国支社高知高速道路事務所と高知県警察高速道路交通警察隊が併設されている。

## 道路
- E32 高知自動車道（10番）
- 接続する道路：国道32号

## 料金所
- ブース数：6

### 入口
- ブース数：2
  - ETC専用：1
  - ETC・一般：1

### 出口
- ブース数：4
  - ETC専用：1
  - ETC・一般：1
  - 一般：2

## 周辺
- 高知県立歴史民俗資料館
- 岡豊城
- 龍河洞
- 別府峡（べふ峡）
- 土佐国分寺址
- 尾長鶏センター
- 道の駅南国風良里
- アンパンマンミュージアム

## 隣
E32 高知自動車道
(9) 大豊IC - (10) 南国IC - 南国SA - (11) 高知IC